# Муньос, Эдгар
Эдгар Рамон Муньос Мата (исп. Edgar Ramón Muñoz Mata; род. 22 декабря 1983, Ла-Асунсьон, штат Нуэва-Эспарта, Венесуэла) — венесуэльский боксёр-любитель, выступающий в супертяжёлой весовой категории.
Участник двух Олимпийских игр (2004, 2016), серебряный (2015) и бронзовый (2003) призёр Панамериканских игр, серебряный призёр Южноамериканских игр (2002), бронзовый призёр Игр Центральной Америки и Карибского бассейна (2014), бронзовый призёр Всемирных военных игр (2019), многократный чемпион и призёр национального первенства в любителях.

## Биография
Родился 22 декабря 1983 года в городе Ла-Асунсьон штата Нуэва-Эспарта в Венесуэле.

## Любительская карьера
Начал заниматься боксом в 1992 году.
В 2002 году на турнире Баталья де Карабобо (Валенсия, Венесуэла) занял 2-е место в весе до 81 кг, в финале проиграв (18:24) боксёру из Доминиканской республики Хуану де Хесусу Паредесу. В том же году на Южноамериканских играх 2002 года (Белен, Бразилия) завоевал серебро в весе до 81 кг, в финале проиграв (6:12) бразильцу Вашингтону Луису Силва.
В 2003 году на турнире Жозе Чео Апонте (Кагуас, Пуэрто-Рико) занял 1-е место в весе до 81 кг, в финале победив (15:6) опытного мексиканца Рамиро Редукиндо. В том же году на турнире Баталья де Карабобо 2003 года (Валенсия, Венесуэла) занял 2-е место в весе до 81 кг, в финале в близком бою проиграв (12:14) бразильцу Вашингтону Луису Силва.
В том же году на Панамериканских играх 2003 (Санто-Доминго, Доминиканская Республика) завоевал бронзу в весе до 81 кг, в первом раунде соревнований победив (14:9) аргентинца; в четвертьфинале победив (14:2) боксёра из Барбадоса Шона Терри Кокса; но в полуфинале проиграв мексиканцу (8:15) Рамиро Редукиндо.
В марте 2004 года на 1-м Панамериканском Олимпийском квалификационном турнире (Тихуана, Мексика) занял 1 место в весе до 81 кг, в четвертьфинале победив (18:11) бразильца Вашингтона Силву, в полуфинале по очкам (22:17) победив аргентинца Хулио Домингеса, а в финале ему присудили победу в ввиду неявки соперника американца Андре Уорда — который в итоге потом всё же стал чемпионом Олимпиады 2004.
И в августе 2004 года участвовал в Олимпиаде в Афинах (Греция) в категории до 81 кг, где в первом раунде соревнований победил (31:23) хорвата Марио Шиволия, но в 1/8 соревнований проиграл (18:10) опытному азербайджанцу представлявшему Белоруссию Магомеду Арипгаджиеву — который в итоге завоевал серебро Олимпиады 2004.
В 2014 году стал бронзовым призёром в весе свыше 91 кг на играх Центральной Америки и Карибского бассейна в Веракрусе (Мексика).
В июле 2015 года стал серебряным призёром в весе свыше 91 кг на Панамериканских играх 2015 в Торонто (Канада), в финале проиграв опытному кубинцу Ленье Перо.
В августе 2016 года участвовал в Олимпиаде в Рио-де-Жанейро (Бразилия) в категории свыше 91 кг, где в 1/8 финала проиграл нокаутом боксёру из узбекистана Баходиру Жалолову.
Также становился многократным призёром и чемпионом национального первенства Венесуэлы.
В 2015—2018 годах он принимал участие в полупрофессиональной лиге «Всемирная серия бокса», проведя 12 боёв, из них одержав 4 победы и проиграв 8 боёв.
В октябре 2019 года завоевал бронзу в категории свыше 91 кг на Всемирных военных играх в Ухане (Китай).